# Vazodilatatori
Pod pojmom vazodilatatora uglavnom smatramo organske nitrate poput gliceriltrinitrata, izosorbid mononitrata i izosorbid dinitrata, lijekova koji se najčešće koriste za liječenje ishemijskih bolesti srca kao što su angina pectoris i prevenciju infarkta srca. Važan faktor razvoja tih bolest jest ateroskleroza tj. ovapnjenje koronarnih arterija.

## Ateroskleroza
Ovapnjenje arterija, tj. ateroskleroza, uzrok je više od polovice slučajeva smrti u razvijenim zemljama, te vodeći uzrok smrti. Kada ateroskleroza ošteti koronarne arterije tada može doći do jako opasnih komplikacija kao što su angina pectoris, infarkt srca, zatajenje srca i aritmije.
Proces razvoja ateroskleroze počinje vrlo rano kada se u stjenci arterija počnu akumulirati masne naslage. Modificirani makrofagi poznati kao "pjenušave stanice" počinju se gomilati u blizini naslaga. Ove stanice akumuliraju lipide, pogotovo oksidirane lipoproteine niske gustoće (LDL). Ti lipoproteini i estri kolesterola izazivaju proizvodnju kolagena i stjenci arterije od strane stanica vezivnog tkiva. Nastaje ozljeda unutrašnje površine arterije koju nazivamo aterom. Kada se u tom oštećenom području previše nagomila vlaknastih tvari tada se to područje izboči i unutrašnjost arterije. Sama ozljeda rijetko kada začepljuje arteriju, ali zbog neravnina i grubosti takve ozljede dolazi do razvoja ugruška na površini ozljede arterije koji začepljuje arteriju. Naime, glatka, neoštećena unutrašnja površina arterije ne izaziva zgrušavanje krvi, ali neravna, oštećena površina izaziva. 
Kronične ozljede vremenom ovapnjuju i elastičnost krvnih žila se smanjuje. Ovakvo ovapnjenje arterija uzrokuje povećanje otpora protjecanju krvi u arteriji te dolazi do povišenja krvnog tlaka. Teorijski, aterosklerozom može biti zahvaćena bilo koja arterija, ali najčešće dolazi do ateroskleroze u aorti, koronarnim žilama te arterijama vrata i nogu. Nedostatak kisika i infarkt određene regije izaziva različite simptome i kliničke učinke.
Viski krvni tlak, povišeni kolesterol, niska razina HDL-a (lipoproteina visoke gustoće), pušenje, šećerna bolest, starost, spol (muškarci između 35 i 44 godine života šest puta više umiru od aterosklerotskih promjena nego žene u istom periodu života), tjelesna neaktivnost i geni jesu faktori rizika razvoja ateroskleroze. 
Kada dođe do razvoja ateroskleroze u koronarnim žilama tada to vodi u ishemijsku bolest srca. Liječenje ateroskleroze provodi se dijetetskim mjerama, hipolipemicima i kirurški.

## Ishemijska bolest srca (IBS)
Ishemijska bolest srca (IBS) stanje je uzrokovano brojnim uzrocima, a svima je zajednički poremećaj protoka arterijske krvi kroz srčano tkivo. Najčešća situacija u kojoj je potreba za kisikom veća od opskrbe jest poremećaj protoka krvi kroz srce zbog ateroma, tromba ili spazma koronarnih žila. Riječ ishemija označava stanje nedovoljne opskrbljenosti nekog organa kisikom, u ovom slučaju srca. 
Ishemijska bolest srca može se manifestirati kao odumiranje srčanog mišićnog tkiva (infarkt) ili kao bolni, ali prolazni nedostatak kisika u srčanom tkivu (angina pectoris).
Uzrok IBS je uglavnom ateroskleroza. Postojanje ateroskleroze dovodi do suženja krvnih žila i redukcije krvnog protoka. S aterosklerotskim oštećenjem povezan je i gubitak endotela koji može poslužiti kao poticaj za stvaranje tromba, što vodi u nestabilnu anginu pectoris ili infarkt. 

## Angina pectoris
Angina pectoris još se naziva stenokardija ili grudobolja, a uzrokovana je smanjenom opskrbom srčanog mišića kisikom zbog blokade koronarnih arterija ili spazma koronarnih krvnih žila. Jaka bol širi se u lijevo rame i u lijevu ruku, ali može se osjetiti i u području trbuha, leđa ili čak vilice. Stabilan osjećaj boli i pritiska u grudima može trajati nekoliko sekundi do nekoliko minuta. 
Razlikujemo stabilnu i nestabilnu anginu pectoris. Nestabilna angina pectoris, katkad zvana i "crescendo angina", u slučaju brzog napredovanja, s promjenama u intenzitetu, uzrokovana je trombom koji s vremena na vrijeme zatvori krvnu žilu. Stabilna ili naporom izazvana angina uzrokovana je kritičnim suženjem krvne žile. Postoji još jedan oblik angine pectoris a naziva se varijantna ili Prinzmetalova angina. Uzrokovana je spazmom (grčem) koronarne arterije i može se pojaviti i u mirovanju.
Pojačanje rada srca zahtjeva i pojačani dotok kisika tj. krvi. Zbog posebnosti koronarnih žila srčani mišić ima tek ograničene mogućnosti pojačane dostave kisika. Stoga je za pojačani dotok kisika u srce najbitnije pojačati protok krvi kroz koronarne žile. Međutim, ako dođe do suženja ili spazma krvnih žila ili ako dođe do pojačanog otpora protjecanju tada se javlja stanje nedostatka kisika tj. miokardijalna ishemija. Napadaj angine obično je uzrokovan tjelesnim naporom, emocionalnim stresom, tijekom objeda ili na hladnoći. Naime napadaj angine pectoris javlja se svaki put kada srce ubrza i kada treba više kisika. Uz bol obično se javlja pojačano znojenje pa i povraćanje. Obično traje od jedne do pet minuta, a smiruje se odmorom ili uzimanjem nitratnih vazodilatatora. Bol u grudima koja traje par sekundi nije angina pectoris. 
Liječenje angine pectoris može se provoditi lijekovima ili kirurškom operacijom. Lagana, stabilna angina pectoris koja puno ne ugrožava zdravlje i život pacijenta obično se tretira samo lijekovima. U tu svrhu se koriste vazodilatatori, beta-blokatori i blokatori kalcijevih kanala. Također, pacijenti s anginom pectoris često moraju uzimati i antitrombotike. Međutim, kada angina pectoris postane opasnija tada se pristupa kirurškim zahvatima koje nazivamo angioplastika - ugradnja "by passa", laserska revaskularizacija, revaskularizacija stentom i sl.

## Infarkt srca
Kada se protok krvi kroz jednu krvnu žilu prekine tada tkivo koje začepljena krvna žila opskrbljuje krvlju ostaje bez kisika i srčano mišićno tkivo počinje brzo propadati. Takvo propadanje tkiva zbog nedostatka kisika naziva se ishemijska nekroza i dovodi do ireverzibilne smrti stanica srčanog mišića. 
Ovaj scenarij naziva se infarkt srca ili infarkt miokarda tj. srčani udar. Simptomi infarkta srca jesu bol kao kod angine pectoris, šok, opasne aritmije, zastoj rada srca i moguća nagla smrt. Međutim, čak 10-25% infarkta događa se bez ikakve boli u grudima. Infarkt srca jako je čest događaj. U SAD-u od infarkta svake minute umre jedna osoba. Infarktu obično prethodi ateroskleroza i angina pectoris. Vrijeme od početka ishemije i početka umiranja srčanih stanica obično iznosi 15 do 20 minuta. Od svih osoba koje dožive infarkt njih 25 % umire vrlo brzo, praktički odmah, ne dočekavši dolazak u bolnicu. Prvih par sati najopasnije je vrijeme jer ako se ne reagira adekvatno 60%-tna je vjerojatnost da će do smrti doći unutar sat vremena od nastupa udara. 75% pacijenata uspijevaju živi stići u bolnicu, a 9% umire u roku od tjedan dana, dok 4% njih umire nešto kasnije. 62% ukupnog broja pacijenata ipak biva otpuštena iz bolnice i 7% umire tijekom prve godine. Tek 55%, praktički polovica njih, uspijeva preživjeti prvu godinu nakon infarkta. 
U većini slučajeva infarkt se događa u lijevim ventrikulu te funkcija lijevog ventrikula znatno propada. Područje koje je najteže pogođeno nazivamo središnja zona nekroze, a oko njega se nalazi okolno područje ozljede. Odmah nakon pojave infarkta obično nastaju opasne ventrikularne fibrilacije. Također, može doći do razvoja kardiogenog šoka, tromboembolija, perikarditisa, a u nekim slučajevima dolazi i do puknuća srčanog mišića i izlijevanja krvi u okolno područje što rezultira trenutačnom smrću.
Ako pacijent preživi srčani udar njegov život više nikada neće biti isti. Ozljeđeno tkivo vrlo sporo, praktički nikako se ne regenerira, nego na tom mjestu nastaje ožiljkasto tkivo. Zbog toga je srčani mišić koji je preživio infarkt izrazito nesposoban obavljati svoju funkciju, oslabljen je, česte su aritmije koje ugrožavaju život. Zbog slabosti srca razvija se kongestivno zatajenje srce.
Liječenje infarkta srca teško je, a vrlo često ne daje rezultate. Sve ovisi o vremenu i brzini reagiranja na udar, a dovesti unesrećenog u bolnicu najvažniji je zadatak. Velika sreća je ako se unesrećeni nalazi na području gdje može vrlo brzo stići u bolnicu. Ako se unesrećeni nalazi na udaljenom ili nepristupačnom mjestu tada su šanse preživljavanja vrlo male. 
Nakon nastupa srčanog udara neophodno je hitno prekinuti aritmije što se čini defibrilatorom. Također, jako je važno dati pacijentu vazodilatatore i kisik preko maske. Po dolasku u bolnicu bolesnik prima morfin, antitrombotike poput streptokinaze ili alteplaze, a vrlo često se odmah mora pristupiti angioplastici, iako je rijetko kada dostupan kardiokirurg.
Nakon preživljenog srčanog udara, pacijent često mora uzimati razne vrste lijekova, često skoro sve vrste kardiovaskularnih lijekova - antiaritmike, nitratne vazodilatatore, antitrombotike, srčane glikozide, beta-blokatore, blokatore kalcijevih kanala, ACE inhibitore ili statine.

## Uloga dušik (II) oksida u krvnim žilama
U krvnim žilama stanice endotela stvaraju dušik (II) oksid (NO). Ta mala molekula, koja inače nastaje iz kisika i dušika pri grmljavini, lako podire u okolno tkivo, prije svega u sloj krvnih žila koji sadržava glatko mišićno tkivo. U njima on uzrokuje opuštanje glatkog mišićja i dolazi do širenja krvnih žila tj. vazodilatacije. Još prije nego što je NO otkriven u krvnim žilama znalo se da mora postojati nekakva tvar koju endotel luči i uzrokuje vazodilataciju. Tada se ta, hipotetska tvar, nazivala "relaksirajući čimbenik iz endotela" (EDRF iz engleske varijante tog kompliciranog naziva - Endotelium Derived Relaxing Factor). Danas se smatra da je taj fantomski EDRF zapravo NO. NO u stanicama endotela nastaje iz aminokiseline arginina koji uz pomoć enzima NO-sintetaze prelazi u citrulin uz otpuštanje NO. 
Ovu reakciju uzrokuju razni čimbenici kao što je mehaničko rastezanje krvnih žila, određeni oblici stresa, bradikinin, serotonin, histamin i dr. 
Kada NO dođe do stanice glatkog mišićja u vanjskim slojevima krvne žila on u citoplazmi stimulira poseban oblik enzima guanilil ciklazu. Stimulacijom tog enzima guanozin trifosfat (GTP) prelazi u spoj ciklički guanozin mono fosfat (cGMP) Vjeruje se da taj cGMP putem protein kinaze G prekida vezu između proteina aktina i miozina, što vodi u prekid kontrakcije glatkog mišićja i dolazi do širenja krvne žile.

## Organski nitrati - nitrovazodilatatori
Organski nitrati jesu spojevi kao što su gliceriltrinitrat, izosorbid mononitrat, izosorbid dinitrat, pentaeritritil tetranitrat, amil-nitrat, telitramin, tolnitrat, propatilnitrat. U krvnim žilama izazivaju vazodilataciju, pogotovo u koronarnim žilama, pa se stoga nazivaju vazodilatatori za liječenje bolesti srca ili nitrovazodilatatori. Nitrovazodilatatori nisu nitro spojevi (u kemijskom smislu te riječi), iako je gliceriltrinitrat više do stoljeća bio krivo nazivan nitroglicerin, nego estri polialkoholnih spojeva i nitratne kiseline, pa je stoga naziv organski nitrati puno pravilniji.
Organski nitrati u stanicama glatkog mišićja metaboliziraju se preko enzima glutation-S-transferaze oslobađajući najprije nitritni ion (NO2-), a koji se dalje metabolizira u NO. Nitrovazodilatatori, otpuštajući u organizmu NO, imitiraju fiziološki proces otpuštanja NO.
Organski nitrati najpoznatiji su lijekovi za liječenje angine pectoris i infarkta miokarda. Osim toga koriste se i za liječenje hipertenzije te akutnog i kroničnog zatajenja srca. Oni djeluju prije svega na vene čijim širenjem dolazi do smanjenja tlačnog opterećenja srca i olakšava se njegov rad. 
Ako se uzmu peroralno (progutaju) organski nitrati u velikoj se mjeri metaboliziraju u jetri čime u krvotok dospijeva tek manja količina lijekova. Zbog toga se u olakšavanju napadaja angine pectoris koriste posebne tablete koje se ne gutaju nego se stavljaju pod jezik (subligvalna primjena - lingvalete) ili se drže u ustima (bukalna primjena). Naime, pošto su to uglavnom spojevi koji se lako otapaju u mastima oni mogu proći kroz sluznicu usne šupljine i izravno ući u krvotok. Također, neki nitrati, kao što je amil-nitrat lako su isparljivi, pa se mogu udisati, što također dovodi do brzog ulaska amil-nitrata u krvotok. Zbog toga oni, kada se primjene sublingvalno ili inhaliraju izazivaju vazodilataciju i prekid napadaja angine pectoris u vrlo kratkom roku, za desetak sekundi. Osim u obliku lingvaleta, organski nitrati se uzimaju i u obliku sprayeva za usta i transdermalnih flastera. Pri terapiji infarkta srca organski nitrati se mogu primijeniti u intravenskim infuzijama. 
Česte nuspojave nitratnih vazodilatatora jesu preveliki pad krvnog tlaka i kolaps, ubrzani rad srca i glavobolje. U bolesnika liječenim tim lijekovima razvija se tolerancija. Ovisnost se ne razvija tako lako ali se može razviti - tipično se može vidjeti kod kronične izloženosti organskim nitratima u industriji eksploziva. Razvitak tolerancije uzrokovan je smanjenjem broja sulfhidrilnih (-SH) funkcionalnih skupina u tkivima, koje su prijeko potrebne za oslobađanje NO iz molekule lijeka. Tvari koje obnavljaju -SH skupine poput (ditiotretol) djelomično sprječavaju toleranciju. Do razvoja tolerancije katkad dolazi već nakon tjedan dana primjene nitrata. Riječ je o ozbiljnom problemu jer u bolesnika u kojih se razvila tolerancija npr. na gliceriltrinitrat, napadaj angine pectoris se ne može više djelotvorno spriječiti ili ublažiti ni jednim lijekom iz te skupine. Posrijedi je, dakle, ukrižena tolerancija - više niti jedan organski nitrat nema djelovanja. Opasnost od stvaranja tolerancije manja je ako se primjenjuje niže doze i/ili ako se između perioda upotrebe lijeka rade stanke.
Organski nitrati u organizmu prelaze u nitritni ion koji može reagirati s hemoglobinom stvarajući methemoglobin. Takvo trovanje naziva se methemoglobinemija. Methemoglobin ima manji afinitet za kisik, pa nastupa nedostatak kisika (hipoksija)
Organski nitrati ulaze u jaku interakciju s inhibitorima fosfodiesteraze 5 (PDE5) kao što su sidenafil (Viagra, Dinamico), tadalafil (Levitra) i vardenafil (Cialis) koji se koriste za liječenje erekcijske disfunkcije. Naime, dolazi do jakog pada krvnog tkala koji rezultira totalnim kolapsom krvotoka i može rezultirati i smrću. Stoga se lijekovi za liječenje erekcijske disfunkcije i organski nitrati nikako ne smiju istodobno koristiti!

## Gliceriltrinitrat
Gliceriltrinitrat novije je ime poznatog eksploziva nitroglicerina. Otkrio je Ascanio Sobrero još 1847. godine u Italiji. Odmah je primjećeno da je izrazito eksplozivan spoj. Međutim, zbog velike nestabilnosti i lake aktivacije nesreće s ovim eksplozivom bile su suviše učestale. Problem je postojao do šezdesetih godina XIX stoljeća kada je Alfred Nobel u Švedskoj osmislio novi sustav proizvodnje gliceriltrinitrata i posebnu obradu tog eksploziva čime je on postajao vrlo stabilan eksploziv i pogodan za tehničku i vojnu uporabu. Njegova je kompanija najprije izvozila tekuću smjesu gliceriltrinitrata i baruta pod nazivom "Švedsko eksplozivno ulje". Međutim, nesreće s takvim eksplozivom nisu bile ništa rjeđe nego s čistim nitroglicerinom. Nobel je potom počeo raditi pokuse s raznim adsorbensima i na kraju došao do idealne kombinacije: 75% gliceriltrinitrata, 24,5% kremene zemlje i 0,5% natrijeva karbonata. Takva smjesa bila je stabilna i nije spontano eksplodirala. Alfred Nobel novom je eksplozivu dao ime dinamit. Upotreba dinamita u nemirnom svijetu vrlo se brzo proširila i Alfred Nobel je ubrzo postao izuzetno bogat čovjek. 
Kasnije, u tvornicama gliceriltrinitrata tj. nitroglicerina, radnici su često dolazili u kontakt s tekućim nitroglicerinom. Vrlo brzo primijećeno je da radnici koji rade u tvornici dinamita ubrzo masovno obolijevaju od angine pectoris. To je bilo poprilično čudno pa je to ponukalo liječnike da malo podrobnije istraže što se događa. Naime, gliceriltrinitrat izaziva ovisnost - krvne žile se naviknu na povišenje NO u krvi zbog svakodnevnog slučajnog unošenja gliceriltrinitrata u organizam i bez gliceriltrinitrata se počinju sužavati tako da nastaju simptomi angine pectoris. Tek su u tvornici, kada počnu dolaziti u kontakt s gliceriltrinitratom, radnici osjetili olakšanje. Simptom angine pectoris u tih radnika zapravo je bio simptom apstinencijskog sindroma zbog ovisnosti krvnih žila o gliceriltrinitratu.
Da gliceriltrinitrat zaustavlja napadaj angine pectoris primijećeno je 1879 godine i on je tada ušao u medicinsku upotrebu. 
Može se koristiti kod svi oblika povremenih srčanih bolova (napadaji angine pectoris), kao profilaktična mjera pri svim psihičkim i ostalim situacijama poznatim iz iskustva da bi mogle dovesti do srčanih bolova (profilaksa angine pectoris), akutnog infarkta srca, akutnog poremećaja funkcije lijeve klijetke (akutna insuficijencija miokarda s akutnim pogoršanjem funkcije lijeve klijetke) te kod koronarnog spazma koji je uzrokovan uvođenjem katetera tijekom koronarne angiografije.
Gliceriltrinitrat ne smije biti primijenjen u bolesnika s akutnim poremećajima cirkulacije (šok, cirkulatorni kolaps), težom hipotenzijom (sistolički tlak ispod 90 mm Hg), kardiogenim šokom, osim ako intraaortni broj impulsa ili pozitivno inotropni lijekovi osiguravaju odgovarajuće visoki tlak u lijevoj klijetki kao i dovoljno visoki krajnji dijastolički tlak, smetnjama u funkciji miokarda i smanjenjem srčanog volumena (hipertrofična opstruktivna kardiomiopatija), perikarditisom, primarnom plućnom hipertenzijom (visoki tlak u pulmonalnoj cirkulaciji nepoznatog uzroka), jer je moguće povećanje u snabdjevenosti krvlju hipoventiliranih alveolarnih područja (hipoventilirane plućne regije), nitrati mogu dovesti do hipoksemije (smanjene koncentracije kisika u arterijskoj krvi). To je značajno osobito u bolesnika s poremećajima protoka krvi u koronarnim žilama. Gliceriltrinitrat se ne smije koristiti u kombinaciji sa sildenafilom, tadalafilom ili vardenafilom.
Često se u početku liječenja javljaju glavobolje koje su uzrokovane nitratima. Iskustvom je dokazano da ova dosta učestala nuspojava nestaje nakon dugotrajnije uporabe gliceril-trinitrata. U početku uporabe ili nakon većih doza može doći do pada arterijskog tlaka i/ili ortostatske hipotenzije. To može biti popraćeno povećanjem srčanog ritma, suhoćom usta, vrtoglavicom i slabošću. U rijetkim slučajevima može doći do mučnine, povraćanja i alergičnih reakcija na koži u obliku osipa ili crvenila te eksfolijativnog dermatitisa. Osobe koje uzimaju gliceriltrinitrat ne smiju uzimati alkoholna pića. 

## ISMN
ISMN kratica je od naziva izosorbid 5-mononitrat. On u svojoj strukturi sadržava tek jednu nitratnu skupinu, pa stoga djeluje blaže od organskih nitrata s više nitratnih skupina kao što je gliceriltrinitrat. Središnje mjesto u učinku izosorbid-5-mononitrata zauzima nastanak dušičnog oksida (NO) iz izosorbid-5-mononitrata. Njegovo se osnovno djelovanje, u krajnjoj fazi, očituje vazodilatacijom, odnosno relaksacijom glatkog mišićja krvnih žila. Vazodilatacija je snažnija i u venskomu se optoku javlja i pri nižim dozama (venodilatator). Kao sustavni venodilatator dovodi do smanjenja volumena opterećenja srca (preload), a dolazi i do smanjenja volumena lijeve klijetke na kraju dijastole, kao i do smanjenja tlačnog opterećenja srca (afterload). Krajnji učinak svega nabrojenog smanjenje je potrošnje kisika u srčanom mišiću. Također dovodi i do dilatacije subepikardijalnih koronarnih arterija (uz dilataciju spastičkih područja) i, posljedično, do poboljšanja dotoka krvi u srčanom mišiću. Osim primarnog hemodinamskog učinka pokazuje i inhibitorni učinak na agregaciju trombocita, kao i povoljan učinak na metabolizam srčanog mišića (sniženje laktata). 
Lijek se prvenstveno upotrebljava za sprečavanje (profilaksu) napadaja angine pectoris i nije učinkovit u suzbijanju već započeta napadaja.
Koristi se za sprječavanje i dugotrajno liječenje stabilne angine pectoris, nestabilne angine pectoris, vazospastične angine pectoris i pri nijemoj ishemiji miokarda; kao dodatna terapija u nekih oblika kongestivnog zatajenja srčane funkcije; nakon preboljela infarkta miokarda.
Dolazi u obliku retard tableta - tableta s polaganim otpuštanjem aktivne tvari, a dozira se jednom dnevno u količini od 40 ili 60 mg.
ISMN se ne smije koristiti u slučajevima preosjetljivosti na nitro spojeve, svježeg infarkta miokarda s niskim tlakom punjenja, teška hipotenzija, akutno zatajenje krvotoka, veći gubitak tekućine (hipovolemija), teška anemija, hipertireoza, cerebralno krvarenje, svježa trauma glave, hipertrofična kardiomiopatija, insuficijencija srca kod aortalne ili mitralne stenoze, manjak enzima glukoza-6-fosfat dehidrogenaze.
U početku liječenja pojaviti prolazna glavobolja. Glavobolja obično nestaje poslije nekoliko dana primjene. Na njih se može povoljno utjecati smanjenjem doze, istovremenim uzimanjem analgetika i uzimanjem lijeka za vrijeme jela. Od drugih nepoželjnih učinaka može se javiti: mučnina, lagana vrtoglavica, pad krvnog tlaka, refleksna tahikardija, crvenilo kože i lica, osjećaj vrućine, nejasan vid i suhoća usta. Ove nuspojave većinom nestaju tijekom liječenja.

## ISDN
ISDN je kratica za lijek izosorbid dinitrat (s obzirom na to da je ista kratica u kolokvijalnom jeziku označava pojam "Integrated Services Digital Network", moderni telekomunikacijski standard, kratica ISDN za izosorbid dinitrat se uglavnom ne koristi ili je izašao iz uporabe radi sprječavanja zabune). 
Izosorbid dinitrat, organski nitrat je koji izravno relaksira glatke mišice, u prvom redu krvnih žila. Jače širi venski dio optoka pa zato uzrokuje sustavnu venodilataciju i smanjuje volumno opterećenje srca, a u lijevoj klijetki smanjuje tlak na kraju dijastole; time se popravlja protok u dubljim slojevima srčanog mišića, smanjuje se volumen lijeve klijetke i potrošnja kisika. Sustavnom arterijskom dilatacijom izosorbid dinitrat smanjuje tlačno opterećenje srca (smanjujući tako potrošnju kisika u miokardu), a zbog sustavne arteriolarne dilatacije smanjuju se periferni otpor i plućni kapilarni tlak. U srcu dilatira pretežno velike epikardne krvne žile pa se povećava dotok krvi u ishemična i neishemična područja.
ISDN se koristi u obliku lingvaleta - tableta koje se stavljaju pod jezik. ISDN je topljiv u mastima i lako prolazi kroz sluznicu te ulazi u krvotok kroz sluznicu usne šupljine. Nakon sublingvalne primjene djelovanje nastupa nakon prosječno tri do pet minuta i traje do dva sata. Sublingvalna tableta može se progutati nakon čega djelovanje započinje nakon pola sata i traje do osam sati. 
Koristi se za liječenje napadaja angine pectoris kao monoterapija ili u kombinaciji s drugim antianginalnim lijekovima (beta-blokatori i antagonisti kalcija). Također, koristi se za liječenje nijeme ishemije srca te zatajenja srca. Doza iznosi od 5-20 mg, tijekom noći se ne uzima da ne bi došlo do razvoja tolerancije. Ne koristi se u slučajevima preosjetljivosti na nitrate, niskog krvnog tlaka, hipertrofične opstruktivne kardiomiopatije, akutnog srčanog infarkta s niskim tlakom punjenja, stenoze aorte, tamponade srca, traume glave, moždanog krvarenja, jača anemije, te glaukoma uskog kuta.
Nuspojave su posljedica proširenja krvnih žila i najčešće su to crvenilo kože područja glave i vrata, glavobolja, mučnina ili povraćanje te ortostatska hipotenzija, šum i zujanje u ušima i omaglica. Nelagode su posljedica vazodilatacije koja uzrokuje podražaj simpatikusa. Većina je nuspojava ovisna o dozi i može se ublažiti ili spriječiti ako se doza povećava postupno. Rijetko se mogu pojaviti vidni poremećaji, suhoća usta i kožni osip. Lagani osjećaj peckanja sublingvalno nakon primjene sublingvalne tablete potvrda je da je pripravak aktivan.

## Vanjske poveznice

### Sestrinski projekti
|  | Zajednički poslužitelj ima još gradiva o temi Vazodilatacija |

|  | Molimo pročitajte upozorenje o korištenju medicinskih informacija. Ne provodite liječenje bez savjetovanja s liječnikom! |